# Brescia Mobilità
Brescia Mobilità è una società per azioni a totale partecipazione pubblica controllata dal Comune di Brescia, incaricata della gestione, pianificazione e sviluppo della mobilità urbana e integrata nell’area cittadina e nella prima cintura metropolitana. Il gruppo coordina i servizi di trasporto pubblico locale, la Metropolitana di Brescia, il bike sharing Bicimia, i parcheggi, la zona a traffico limitato (ZTL) e altri servizi per la mobilità sostenibile.

## Storia

### XX secolo
Le origini del trasporto pubblico urbano a Brescia risalgono al 1908, con l’avvio del servizio tramviario gestito da ASM Brescia. Il sistema evolse successivamente in rete filoviaria e poi in trasporto con autobus urbani.
Nel 1989 fu fondata Sintesi S.p.A., società dedicata alla gestione della sosta, successivamente assorbita nel gruppo Brescia Mobilità.

### Dal 2001
La società attuale venne costituita il 28 dicembre 2001 in seguito allo scorporo delle attività di trasporto da ASM. Nello stesso anno nacque anche Brescia Trasporti S.p.A. per la gestione operativa dei servizi di trasporto su gomma.

### Progetti futuri
Nel 2025 è stato firmato il contratto per la nuova linea tramviaria T2, con un tracciato che collegherà i quartieri Fiera, Pendolina e Inzino. Il progetto è stato sviluppato in collaborazione con Manelli Impresa, Alstom e Hitachi Rail.
È stata inoltre annunciata la nascita della Holding Loggia, che raggrupperà le partecipate del Comune (tra cui Brescia Mobilità, Brescia Infrastrutture) per una gestione più efficiente dei servizi pubblici.

## Flotta
La flotta di Brescia Trasporti include:
- circa 220 autobus urbani e suburbani alimentati a metano, ibridi o elettrici;
- oltre 1.000 biciclette tradizionali ed elettriche nel servizio Bicimia.[5]

## Organizzazione
Brescia Mobilità è controllata al 100% dal Comune di Brescia. Le principali controllate operative sono:
- Brescia Trasporti S.p.A.
- Metro Brescia
- Brescia Infrastrutture